# João Silva (ator)
António João Silva, mais conhecido por João Silva (Lisboa, 20 de junho de 1869 — Lisboa, 30 de janeiro de 1954) foi um ator português.

## Biografia
Nasceu a 20 de junho de 1869, em Lisboa, no 4.º andar do número 19 da Rua do Arco do Marquês de Alegrete, freguesia de Santa Justa, filho adulterino de António João Silva, funcionário público, natural da freguesia do Caniço, do concelho de Santa Cruz, da Ilha da Madeira e que declarou, ao batizar o filho, ser casado no Funchal com outra senhora e de Joaquina Eduarda das Dores Bemposta, solteira, natural de Lisboa, freguesia de Coração de Jesus.
Estreou-se em 1890 no Teatro do Rato, no drama O Cabo Simão, criando depois com grande sucesso o popular personagem "Rei da Madureza", na revista Giga-Jóga e um papel cómico que muito agradou na mágica Cúmplice do Diabo.

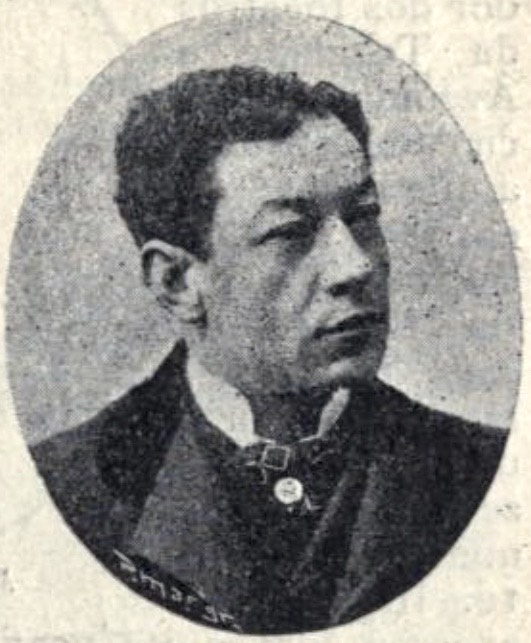
João Silva (Diccionario do theatro portuguez, 1908).

Passou depois ao Teatro do Príncipe Real e em seguida, contratado pelo Actor Vale, esteve no Teatro da Trindade, Teatro D. Amélia, Teatro da Rua dos Condes e Teatro Nacional D. Maria II. Percorreu as Províncias e fez diversas tournées ao Brasil e à Argentina, sempre aplaudido. António de Sousa Bastos, na sua obra Diccionario do theatro portuguez (1908), a respeito do ator, refere: "Este artista tem realmente valor e é grande utilidade em qualquer companhia."
Trabalhou com a Companhia Rey Colaço-Robles Monteiro, Companhia Maria Matos, Companhia Dramática Portuguesa do Teatro D. Amélia de Lisboa, Grande Companhia de Opereta do Teatro Avenida de Lisboa, Companhia de Opereta e Comédia Musicada, Companhia Chaby Pinheiro, Companhia Portuguesa Gran-Guignol, Empresa António Macedo, Empresa Mário Pombeiro, Empresa Luís Galhardo, Companhia Estêvão Amarante, Companhia Luísa Satanela, Companhia do Teatro Maria Vitória, Companhia Hortense Luz e Companhia Brunilde Júdice-Alves da Costa.
Despediu-se dos palcos com a peça O menino da luz, estreada a 3 de março de 1945. Reformou-se pela Caixa de Previdência dos Profissionais de Espectáculos.
É também conhecido pelo seu trabalho no cinema, tendo participado nos filmes Aldeia da Roupa Branca (1939) de Chianca de Garcia, O Pátio das Cantigas (1942), de Francisco Ribeiro, onde representou o personagem "Heitor" e O Costa do Castelo (1943), de Arthur Duarte, onde representou o personagem "Januário".

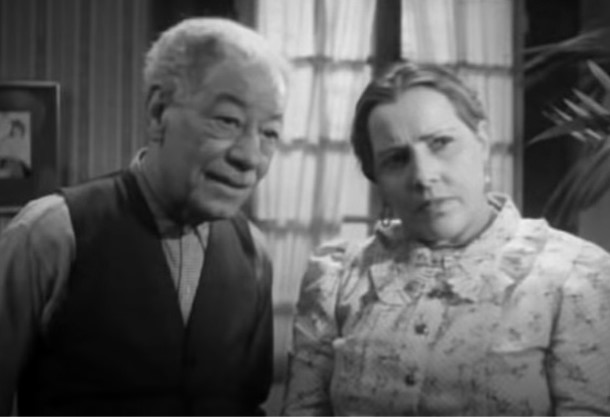
João Silva e Maria Olguim no filme O Costa do Castelo (1943).

João Silva foi casado, no entanto, divorciou-se, sendo desconhecida a identidade da sua mulher, tendo em conta que, no seu registo de óbito, é referido, a propósito do seu estado civil, ser "divorciado, ignorando-se de quem". Em virtude de uma queda próximo da sua residência, na Rua Andrade, 17, 3.º andar, foi, a 1 de outubro de 1953, internado no Hospital de São José, em Lisboa, onde acabou por falecer a 30 de janeiro de 1954, aos 84 anos de idade, vítima de pneumonia. Foi sepultado no Cemitério dos Prazeres, na mesma cidade.

## Filmografia
- Aldeia da Roupa Branca (1939)
- O Pátio das Cantigas (1942) - "Heitor"
- O Costa do Castelo (1943) - "Januário"